# Тоні (Ер)
Тоні́ (фр. Tosny) — колишній муніципалітет у Франції, у регіоні Нормандія, департамент Ер. Населення — 684 осіб (2011).
Муніципалітет був розташований на відстані близько 85 км на північний захід від Парижа, 32 км на південний схід від Руана, 28 км на північний схід від Евре.

## Історія
До 2015 року муніципалітет перебував у складі регіону Верхня Нормандія. Від 1 січня 2016 року належав до нового об'єднаного регіону Нормандія.
1 січня 2017 року Тоні, Берньєр-сюр-Сен i Венабль було об'єднано в новий муніципалітет Ле-Труа-Лак.

## Демографія
Динаміка населення (INSEE ):
Розподіл населення за віком та статтю (2006):
| Стать | Всього | До 15 років | 15-24 | 25-44 | 45-64 | 65-85 | Понад 85 |
| --- | ------ | ----------- | ----- | ----- | ----- | ----- | -------- |
| Чоловіки | 252    | 36          | 24    | 60    | 72    | 48    | 12       |
| Жінки | 352    | 48          | 20    | 60    | 80    | 68    | 76       |
| \| Статево-вікова піраміда \| Статево-вікова піраміда \| Статево-вікова піраміда \| \| ----------------------- \| ----------------------- \| ----------------------- \| \| Чоловіки \| Вік \| Жінки \| \| 12 \| 85 + \| 76 \| \| 8 \| 80-84 \| 28 \| \| 4 \| 75-79 \| 12 \| \| 20 \| 70-74 \| 8 \| \| 16 \| 65-69 \| 20 \| \| 12 \| 60-64 \| 20 \| \| 16 \| 55-59 \| 20 \| \| 32 \| 50-54 \| 20 \| \| 12 \| 45-49 \| 20 \| \| 48 \| 40-44 \| 16 \| \| 0 \| 35-39 \| 24 \| \| 8 \| 30-34 \| 16 \| \| 4 \| 25-29 \| 4 \| \| 16 \| 20-24 \| 0 \| \| 8 \| 15-20 \| 20 \| \| 20 \| 10-14 \| 20 \| \| 8 \| 5-9 \| 20 \| \| 8 \| 0-4 \| 8 \| |        |             |       |       |       |       |          |
| Статево-вікова піраміда |        |             |       |       |       |       |          |
| Чоловіки | Вік    | Жінки       |       |       |       |       |          |
| 12 | 85 +   | 76          |       |       |       |       |          |
| 8 | 80-84  | 28          |       |       |       |       |          |
| 4 | 75-79  | 12          |       |       |       |       |          |
| 20 | 70-74  | 8           |       |       |       |       |          |
| 16 | 65-69  | 20          |       |       |       |       |          |
| 12 | 60-64  | 20          |       |       |       |       |          |
| 16 | 55-59  | 20          |       |       |       |       |          |
| 32 | 50-54  | 20          |       |       |       |       |          |
| 12 | 45-49  | 20          |       |       |       |       |          |
| 48 | 40-44  | 16          |       |       |       |       |          |
| 0 | 35-39  | 24          |       |       |       |       |          |
| 8 | 30-34  | 16          |       |       |       |       |          |
| 4 | 25-29  | 4           |       |       |       |       |          |
| 16 | 20-24  | 0           |       |       |       |       |          |
| 8 | 15-20  | 20          |       |       |       |       |          |
| 20 | 10-14  | 20          |       |       |       |       |          |
| 8 | 5-9    | 20          |       |       |       |       |          |
| 8 | 0-4    | 8           |       |       |       |       |          |

## Економіка
2010 року серед 332 осіб працездатного віку (15—64 років) 243 були активними, 89 — неактивними (показник активності 73,2%, у 1999 році було 59,3%). З 243 активних мешканців працювало 219 осіб (122 чоловіки та 97 жінок), безробітними було 24 (11 чоловіків та 13 жінок). Серед 89 неактивних 26 осіб було учнями чи студентами, 36 — пенсіонерами, 27 були неактивними з інших причин.

У 2010 році в муніципалітеті числилось 221 оподатковане домогосподарство, у яких проживали 553,0 особи, медіана доходів виносила 22 664 євро на одного особоспоживача